# Budapest novemberben
A Budapest novemberben Kondor Vilmos magyar író ötödik regénye, a Bűnös Budapest-ciklus zárókötete, amely 2012 júniusában jelent meg az Ünnepi könyvhétre az Agave Könyvek gondozásában. A regény fő vezérmotívuma – sorozat többi kötetéhez hasonlóan – egy bűnügy felderítése, melyhez a történelmi hátteret ezúttal az 1956-os forradalom biztosítja. A könyv címe egyébként megtévesztő, mert a cselekménye szinte teljes egészében 1956 októberének második felében játszódik, csak az utolsó néhány oldal történései esnek november legelső napjaira.

## Tartalom
1956 októberének végén Gordon Zsigmondnak egy bécsi halottasházban kell azonosítania egy fiatal lány holttestét, akiről a hatóságok azt hiszik, hogy a nevelt lánya. Kiderül, hogy a lány nem az, akinek a papírjai mondják, Gordon pedig Krisztinával együtt Budapestre indul, hogy megtalálják fogadott lányukat, akiről egy ideje nem hallottak már. Közben Budapesten kitör a forradalom, a város félig lángokban áll, amikor leszállnak az utolsó pesti vonatról a Nyugati pályaudvaron. Gordon azonnal beleveti magát az eseményekbe, de nem azért, mert tudósítani akar a forradalomról, hanem mert meg akarja találni Emmát. A nyomozásban Krisztina is segíti, és Gordon elmerül Budapest szövevényes bűnvilágában, mert saját magán kívül csak a bűnözőkre számíthat, piti tolvajokra, izgatott bukikra és minden hájjal megkent szélhámosokra, hiszen a párt figyelő szeme mindent lát, és még a tisztességes embereket is korrumpálja, de a bűnözők legalább tudják, mibe kerül a tisztesség, a hűség, a megbízhatóság, sőt még a tisztességtelenség is. Mindennek ára van, a szabadságnak, az árulásnak, talán a reménynek nincs csak ára, ami október végén még egyszer felvillan egy meggyötört ország fásult lakói előtt, és bízni lehet abban, hogy a bűnösök most az egyszer elnyerik méltó büntetésüket. Gordon Zsigmondon nem fog múlni.

## A regény fogadtatása
A Budapest novemberben a ciklus lezárásaként pozitív fogadtatásban részesült.
Falvai Mátyás a Könyvesblogon a regény történelmi olvasatát húzza alá.

„A Kondor-krimik intim viszonyt alakítanak ki bennünk Budapesttel, jelentéktelen mellékutcák, lélektelen csomópontok, jellegtelen épületek, ritkán látogatott városrészek kapnak történetet, válnak személyes Budapest-képünkben jelentésessé. A történelmi olvasatot csak erősíti, hogy a Budapest-könyvek szerzője alapos és értő módon térképezi fel és szálazza szét számunkra a század első felének szövevényes politikai viszonyait. Nem csupán díszletet fest, és nem a történelemkönyvet mondja fel, értelmezni próbálja és segít számunkra is megérteni e zaklatott időszak viszonyait, dinamikáját.”

Jeges-Varga Ferenc az olvasbele.com-on a cselekményfűzést emeli ki.

„A Budapest novemberben című regényben Kondor Vilmos szinte tökélyre fejleszti azt az cselekményfűzést, amely felelőssé tehető az egész Budapest-sorozat sikeréért. A történelmi kontextus, amelyet láthatóan hozzáértő kezek festettek meg, remek háttere a bűnügyi történetnek. Sok a fiktív elem Kondor regényeiben, de az olvasóban fel sem merül, hogy kordokumentumként vegye a kezébe műveit. Szórakoztató irodalom ez a legutolsó cseppjéig. Az olvasó iránti tisztelet azonban megköveteli az írótól, hogy a legapróbb részletekben is hiteles képet alkosson a korszakról, és hogy véletlenül se hamisítsa meg a köztudomású dolgokat. Annyira figyel a fő kontúrok pontos megrajzolására, hogy fel sem tűnik, mi a valódi és mi a kitalált.”

Szilvási Krisztián az ekultura.hu-n a regény hangulatáról ír.

"Kondor írástechnikája a minduntalan emlegetett noir-hangulat megragadásánál atomi szinten kacskaringóz hazai fogyasztásúvá, a szereplők élethűen önző (és épp ezért legtöbbször taszító) reakciói mintha a világ kezdete óta illeszkednének ebbe a hangulati világba, amelynek téglaporától köhögünk, sötétségétől szemmeresztően pislogunk, ízétől-bűzétől gyomormélységbe hatolóan öklendezünk. Az általa felépített kulisszák között az olvasónak szinte horzsolásig bőrbevágó, kijelölt hely jut, s akit a történet nem helyez a saját díszletei közé, az a való világ karcolatait és cikornyáit is idegenül éli meg.”

Varga Betti az kötve-fűzve-n a személyes érzelmek meghatározó voltára mutat rá.

"A személyes indíttatás a legjobbakat hozza ki Gordonból: még nagyobbakat üt, még elrongyolódottabb a ruhája, még kevesebbet alszik, a borostája egyre erősebb. Veszett pitbullként járja Budapestet, ahol közben hol az ÁVH, hol régi nagy ellensége, Wayand Tibor lő rá, és meg kell tapasztalnia egy fájdalmas árulást is. Nincs már kiben bíznia: a régi barátok meghaltak vagy messzi szigetekre disszidáltak, Krisztina maradt az egyetlen támasza. Kondor Vilmos ebben a regényben ábrázolja a legérzékletesebben Gordon és Krisztina kapcsolatát. A rengeteg erőszak között különösen megindító a kettejük közti, összeszokottságból eredő gyengédség."